# Lassy (Ille-et-Vilaine)
Lassy, auf Bretonisch Lazig, ist eine Gemeinde im französischen Département Ille-et-Vilaine in der Bretagne. Sie gehört zum Kanton Guichen im Arrondissement Redon. Sie grenzt im Norden an Goven, im Osten an Guichen, im Süden an Guignen und im Westen an Baulon. Das Siedlungsgebiet befindet sich durchschnittlich auf mehr als 80 Metern über Meereshöhe. Die Bewohner nennen sich Lasséen.

## Geschichte
Frühere Ortsnamen waren Lassic (1219) und Lardiz (1330). Im 16. Jahrhundert erschien erstmals der Name „Lassy“.

### Bevölkerungsentwicklung
| Jahr      | 1962 | 1968 | 1975 | 1982 | 1990 | 1999 | 2004 | 2013 |
| --------- | ---- | ---- | ---- | ---- | ---- | ---- | ---- | ---- |
| Einwohner | 333  | 373  | 441  | 729  | 911  | 1026 | 1247 | 1504 |

## Sehenswürdigkeiten

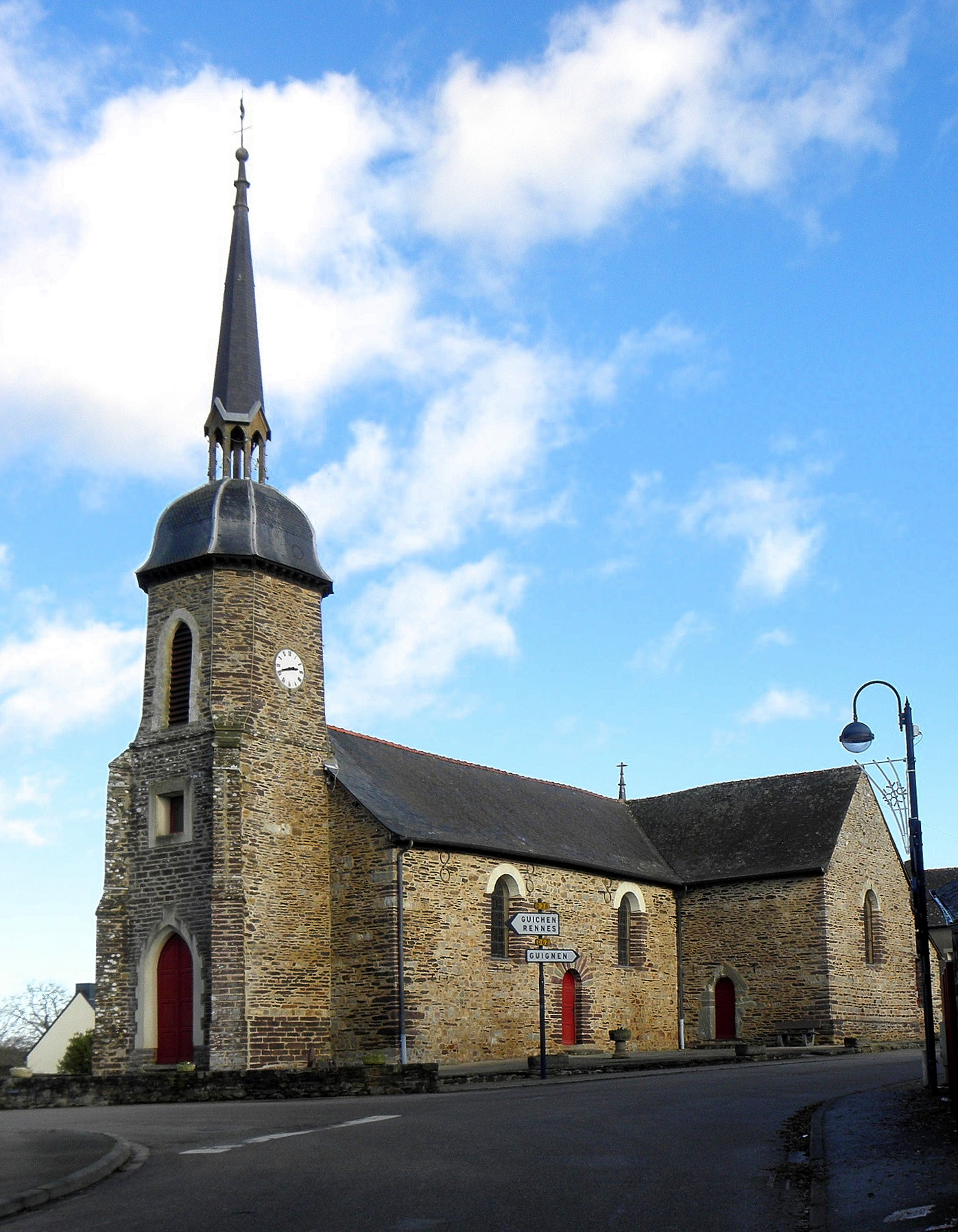
Kirche Saint-Martin

- Kirche Saint-Martin
- Kriegerdenkmal